# Barbeta
Barbeta (francosko barbette) je okrogla zaščitna struktura za top ali drugo artilerijsko orožje. 